# Ozona
Ozona är administrativ huvudort i Crockett County i Texas. Orten grundades 1891 som Powell Well men namnet ändrades snabbt till Ozona efter ozon. Enligt 2010 års folkräkning hade Ozona 3 225 invånare.